# Liste d'espèces d'oiseaux décrites entre 1996 et 2000
De nouvelles espèces vivantes sont régulièrement définies chaque année.

L'apparition d'une nouvelle espèce dans la nomenclature peut se faire de trois manières principales :
- découverte dans la nature d'une espèce totalement différente de ce qui est connu jusqu'alors,
- nouvelle interprétation d'une espèce connue qui s'avère en réalité être composée de plusieurs espèces proches mais bien distinctes. Ce mode d'apparition d'espèce est en augmentation depuis qu'il est possible d'analyser très finement le génome par des méthodes d'étude et de comparaison des ADN, ces méthodes aboutissant par ailleurs à des remaniements de la classification par une meilleure compréhension de la parenté des taxons (phylogénie). Pour ce type de création de nouvelles espèces, deux circonstances sont possibles : soit une sous-espèce déjà définie est élevée au statut d'espèce, auquel cas le nom, l'auteur et la date sont conservés, soit il est nécessaire de donner un nouveau nom à une partie de la population de l'ancienne espèce,
- découverte d'une nouvelle espèce par l'étude plus approfondie des spécimens conservés dans les musées et les collections.

Ces trois circonstances ont en commun d'être soumises au problème du nombre de spécialistes mondiaux compétents capables de reconnaître le caractère nouveau d'un spécimen. C'est une des raisons pour lesquelles le nombre d'espèces nouvelles chaque année, dans une catégorie taxinomique donnée, est à peu près constant. 
Pour bien préciser le nom complet d'une espèce, le (ou les) auteur(s) de la description doivent être indiqués à la suite du nom scientifique, ainsi que l'année de parution dans la publication scientifique. Le nom donné dans la description initiale d'une espèce est appelé le basionyme. Ce nom peut être amené à changer par la suite pour différentes raisons.
Dans la mesure du possible, ce sont les noms actuellement valides qui sont indiqués, ainsi que les découvreurs, les pays d'origine et les publications dans lesquelles les descriptions ont été faites.

## 1996

### Espèces décrites en 1996
- Lonchura pallidiventer Restall, 1996 (►Wikispecies)

Source : Bull.Brit.Orn.Cl. 116 p.137-140
- Anthus longicaudatus Liversidge, 1996 (►Wikispecies)

Source : Bull.Brit.Orn.Cl. 116 p.211-214.
- Hylexetastes brigidai da Silva, Novaes et Oren, 1996

Source : BBOC (1995) 115 p.200
- Cryptosylvicola randrianasoloi Goodman, Langrand et Whitney, 1996

Espèce découverte à Madagascar (►Wikispecies)
Source : Ibis 138 p.154-159
- Vireo masteri Salaman et Stiles, 1996

Viréonidé découvert en Colombie.
- Hypositta perdita Peters, 1996

Source : Senckenberg.Biol. 76 p.7-14
- Chlorostilbon olivaresi Stiles, 1996

Source : Wilson Bull. 108 p.3,4,5
- Mareca marecula Olson et Jouventin, 1996

Source : Condor 98 : 1-9
- Acrobatornis fonsecai Pacheco, Whitney et Gonzaga, 1996

Furnariidé découvert au Brésil
Source : Wilson Bull. 108 p. 405-408

### Accession au rang d'espèce (1996)
- Sporophila murallae [2].

### Sous-espèces nouvelles (1996)
- Knipolegus nigerrimus hoflingi Lencioni-Neto, 1996.

Source : Rev. Bras. Biol. 56(2):197.
- Nectarinia notata toliarensis Sueur, 1996.

Source : Alauda 64 : 435-442.

### Espèces fossiles et subfossiles (1996)
- Anhinga fraileyi Campbell, 1996

Anhingidé.
- Copepteryx hexeris Olson et Hasegawa, 1996

Pélécaniforme Plotoptéridé.
- Copepteryx titan Olson et Hasegawa, 1996

Pélécaniforme Plotoptéridé.

## 1997

### Espèces vivantes décrites en 1997
- Aethopyga linaraborae Kennedy, Gonzales et Miranda, 1997

Nectariniidé .
- Calicalicus rufocarpalis Goodman, Hawkins et Domergue, 1997[4].
- Cranioleuca henricae Maijer et Fjeldså, 1997

Furnariidé .
- Phylloscartes parkeri Fitzpatrick et Stotz, 1997[6].
- Scytalopus chocoensis Krabbe et Schulenberg, 1997

Rhinocryptidé découvert en Équateur.
- Scytalopus parkeri Krabbe et Schulenberg, 1997

Rhinocryptidé découvert en Équateur.
- Scytalopus robbinsi Krabbe et Schulenberg, 1997

Rhinocryptidé découvert en Équateur.
- Tolmomyias traylori Schulenberg et Parker, 1997

Tyrannidé .
- Cercomacra parkeri Graves, 1997[10].
- Batrachostomus pygmaeus P.L. Alviola III, 1997[11].
- Arremon franciscanus Raposo, 1997

Embérizidé découvert au Brésil.

### Nouvelles sous-espèces vivantes (1997)

#### Psittacidés
- Amazona oratrix hondurensis Lousada & Howell, 1987

#### Strigidés
- Ninox boobook rotiensis Johnstone et Darnell, 1997[13].

#### Furnariidés
- Anabacerthia variegaticeps schaldachi Winker, 1997
- Sclerurus albigularis kempffi Kratter, 1997

#### Thamnophilidés
- Cercomacra laeta waimiri Bierregaard, Cohn-Haft & Stotz, 1997

## 1998

### Espèces vivantes décrites en 1998
- Herpsilochmus gentryi Whitney et Alonso, 1998[14].
- Tambing-tambing (Amaurornis magnirostris Lambert, 1998)

Rallidé .
- Gymnocrex talaudensis Lambert, 1998

Rallidé .
- Lagonosticta sanguinodorsalis Payne, 1998[17].
- Actinodura sodangorum Eames, Trai, Cu et Eve, 1998[18].
- Centrocercus minimus Bradbury et Vehrencamp, 1998
- Scytalopus iraiensis Bornschein, Reinert et Pichorim, 1998

Rhinocryptidé découvert au Brésil. Cet oiseau a été trouvé dans une région destinée à être inondée par un lac de barrage. Une des conséquences de la découverte a été la suspension temporaire du projet.
- Antilophia bokermanni Coelho et Silva, 1998

Pipridé découvert au Brésil.
- Otus moheliensis Lafontaine et Moulaert, 1998

Strigidé découvert dans l'île de Moheli (Comores) .
- Otus collari Lambert & Rasmussen 1998

Strigidé découvert dans l'île Sangihe (Indonésie) .
- Otus alius Rasmussen, 1998

Strigidé découvert dans la Grande Ile Nicobar (Inde) .
- Nisaetus pinskeri Preleuthner & Gamauf, 1998

L'Aigle de Pinsker, parfois considéré comme une sous-espèce de l'Aigle des Philippines.

### Nouvelles sous-espèces (1998)
- Pluvialis squatarola tomkovichi Engelmoer & Roselaar, 1998
- Calidris maritima belcheri Engelmoer et Roselaar, 1998

Scolopacidé.
- Limosa lapponica taymyrensis Engelmoer et Roselaar, 1998

Scolopacidé.
- Regulus ignicapillus caucasicus Stepanyan, 1998

### Espèces fossiles et subfossiles (1998)
- Aizenogyps toomeyae Emslie, 1998

Vulturidé (= Cathartidé).
- Hassiavis laticauda Mayr, 1998

Archéotrogonidé découvert dans l'Éocène de Messel en Allemagne.
- Primozygodactylus danielsi Mayr, 1998

Zygodactylidé découvert dans l'Éocène de Messel (Allemagne).
- Primozygodactylus major Mayr, 1998

Zygodactylidé découvert dans l'Éocène de Messel (Allemagne).
- Primozygodactylus ballmanni Mayr, 1998

Zygodactylidé découvert dans l'Éocène de Messel (Allemagne).
- Psittacopes lepidus Mayr et Daniels, 1998

Zygodactylidé découvert dans l'Éocène de Messel (Allemagne).
- Pseudastur macrocephalus Mayr, 1998

Zygodactylidé découvert dans l'Éocène de Messel (Allemagne).
- Selmes absurdipes Peters, 1998

Zygodactylidé découvert dans l'Éocène de Messel (Allemagne).
- Masillacolius brevidactylus Mayr et Peters, 1998

Zygodactylidé découvert dans l'Éocène de Messel (Allemagne).
- Quasisyndactylus longibrachis Mayr, 1998

Oiseau proche des martins-pêcheurs découvert dans l'Éocène de Messel en Allemagne.
- Messelirrisor parvus Mayr, 1998

Upupiforme messelirrisoridé découvert dans l'Éocène de Messel en Allemagne.
- Messelirrisor halcyrostris Mayr, 1998

Upupiforme messelirrisoridé découvert dans l'Éocène de Messel en Allemagne.

## 1999

### Espèces décrites en 1999
- Stiphrornis sanghensis Beresford et Cracraft, 1999

Muscicapidé découvert dans la province de Dzanga-Mbaèré en République Centrafricaine.
- Seicercus omeiensis Martens, Eck, Päckert et Sun, 1999

Découvert dans les monts Emei, au Sichuan (Chine) .
- Grallaria ridgelyi Krabbe, Agro, Rice, Jacome, Navarrete et Sornoza, 1999[26].
- Garrulax ngoclinhensis Eames, Le Trong Trai et Nguyen Cu, 1999[27].
- Seicercus soror Alstrom et Olsson, 1999[28].
- Atlapetes melanopsis Valqui et Fjeldså, 2002

Découvert au Pérou et décrit en 1999 par Valqui et Fjeldså sous le nom d'Atlapetes melanops, qui sera changé en Atlapetes melanopsis en 2002.
Source : Ibis 141 : 194-198 et Ibis 144 (2) : 347 pour le changement de nom.
- Epinecrophylla fjeldsaai (Krabbe, Isler (M.L.), Isler (P.R.), Whitney, Alvarez et Greenfield, 1999)

Thamnophilidé décrit initialement sous le nom de Myrmotherula fjeldsaai  (►Wikispecies).
- Actinodura sodangorum Eames, Trai, Cu et Eve, 1999

Source : Ibis 141, 1 : 1-10
- Ninox ios Rasmussen, 1999

Source : Wilson Bull. 111 : 457-464
Strigidé découvert aux Sulawesi (Indonésie)
- Glaucidium nubicola Robbins et Stiles, 1999

Source : Auk 116 p.305-315
Strigidé découvert dans les Andes

### Accession au statut d'espèce (1999)
- Acrocephalus tangorum La Touche, 1912

Sous-espèce d'Acrocephalus agricola élevée au rang d'espèce . (►Wikispecies)

### Sous-espèces vivantes décrites en 1999
- Phaethon lepturus europae Le Corre & Jouventin, 1999
- Micropsitta bruijnii buruensis Amdt, 1999

Strigidé.
- Hirundo tahitica albescens, 1999

Hirundinidé.
- Camptostoma imberbe thyellophilum Parkes & Phillips, 1999

Tyrannidé .
- Passer domesticus africanus Stephan, 1999

### Espèces fossiles et subfossiles (1999)
- Emberiza alcoveri Rando, Lopez et Segui, 1999

Embérizidé découvert dans le pléistocène des îles Canaries.
- Dryolimnas augusti Mourer-Chauviré, Bour, Ribes et Moutou, 1999

Rallidé découvert dans l'Holocène de l'île de la Réunion.
- Pelecanus schreiberi Olson, 1999

Pélécanidé.
- Eocuculus cherpinae Chandler, 1999

Cuculidé découvert dans l'Éocène du Colorado (Florissant Fossil Beds National Monument). Épithète spécifique dédiée à Colette Cherpin, une des collectrices du fossile, morte dans un accident de la route en 1994.
- Tyto neddi Steadman & Hilgartner, 1999

Tytonidé découvert dans l'île de Barbuda.
- Primotrogon wintersteini Mayr, 1999

Trogonidé découvert dans l'Oligocène de Céreste (France).
- Ngawupodius minyaBoles et Ivison, 1999

Mégapodiidé découvert dans l'Oligocène d'Australie.
- Scolopax carmesinae Seguí, 2001

Découvert dans les Baléares.
- Oligocolius brevitarsus Mayr, 1999

Coliidé découvert dans l'Oligocène d'Allemagne.

## 2000

### Espèces décrites en 2000
- Bradypterus alishanensis Rasmussen, Round, Dickinson et Rozendaal, 2000

Sylviidé .
- Capito wallacei O'Neill, Lane, Kratter, Capparella et Joo, 2000

Capitonidé découvert au Pérou.
- Grisin de Sellow (Herpsilochmus sellowi Whitney et Pacheco, 2000)

Thamnophilidé découvert au Brésil (►Wikispecies).
- Gobe-mouche de Pékin (Ficedula beijingica Guangmei, Zhang, Yanyun & Dongsheng, 2000) [35].

Muscicapidé
Ce taxon n'est plus reconnu comme valide. Forme considérée comme le mâle juvénile de première année de Ficedula elisae.
- Éllénie d'avant-monts (Myiopagis olallai Coopmans et Krabbe, 2000)

Tyrannidé découvert dans l'est de l'Équateur et au Pérou, décrit en septembre 2000 (►Wikispecies).

### Accession au statut d'espèce (2000)
- Aegotheles tatei

Sous-espèce d'Aegotheles insignis, élevée au rang d'espèce en 2000 (The Auk, janvier 2000)
- Pseudoseisura unirufa (d'Orbigny et Lafresnaye, 1838)

Furnariidé auparavant considéré comme une sous-espèce de Pseudoseisura cristata .

### Nouvelles sous-espèces (2000)
- Hieraaetus pennatus minusculus Yosef, Verdoorn, Helbig & Seibold, 2000

Accipitridé découvert en Afrique du sud.
- Teretistris fornsi turquinensis Garrido, 2000

Parulidé découvert à Cuba (►Wikispecies).
Source : Cotinga, 14 : 88-93.

### Espèces fossiles et subfossiles (2000)
- Gallirallus huiatua Steadman, Worthy, Anderson et Walter, 2000

Rallidé découvert dans l'île Niue aux îles Cook.
- Ameripodius alexis Mourer-Chauviré, 2000

Quercymégapodiidé découvert dans le Miocène de France.
- Megapodius amissus Worthy, 2000

Megapodiidé découvert dans l'île de Viti Levu (îles Fidji).
- Megavitiornis altirostris Worthy, 2000

Columbidé découvert dans l'île de Viti Levu (îles Fidji).
- Porzana piercei Olson et Wingate, 2000

Rallidé découvert aux Bermudes.
- Rallus ibycus Olson et Wingate, 2000

Rallidé découvert aux Bermudes.
- Alca stewarti Martin, Walker, Bonser et Dyke, 2000

Alcidé découvert dans le Pliocène de Belgique.
- Fratercula dowi Guthrie, Thomas et Kennedy, 2000

Alcidé découvert en Californie (Channel Islands).
- Longipteryx chaoyangensis Zhang, Zhou et Gu, 2000

Découvert en Chine
- Protopteryx fengningensis Zhang et Zhou, 2000

Découvert en Chine
- Jibeinia luanhera Hou, 2000

Découvert dans le Crétacé de Chine.
- Eocoracias brachyptera Mayr et Mourer-Chauviré, 2000

Coraciidé découvert à Messel (Allemagne).
- Geranopterus milneedwardsi Mayr et Mourer-Chauviré, 2000

Coraciidé découvert dans le Quercy (France).
- Serudaphus pohliMayr, 2000

Zygodactylidé découvert dans l'Éocène de Messel (Allemagne).